# Fraternities und Sororities

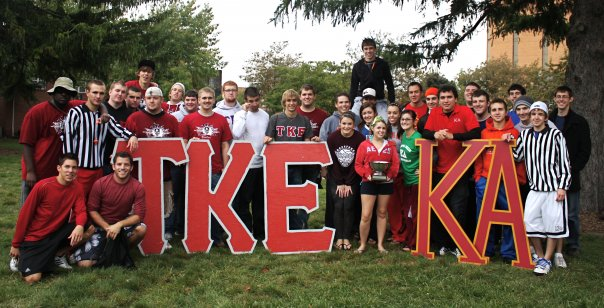
Mitglieder der Fraternities Tau Kappa Epsilon und Kappa Alpha Order posieren mit griechischen Buchstaben als Insignien ihrer Verbindungen

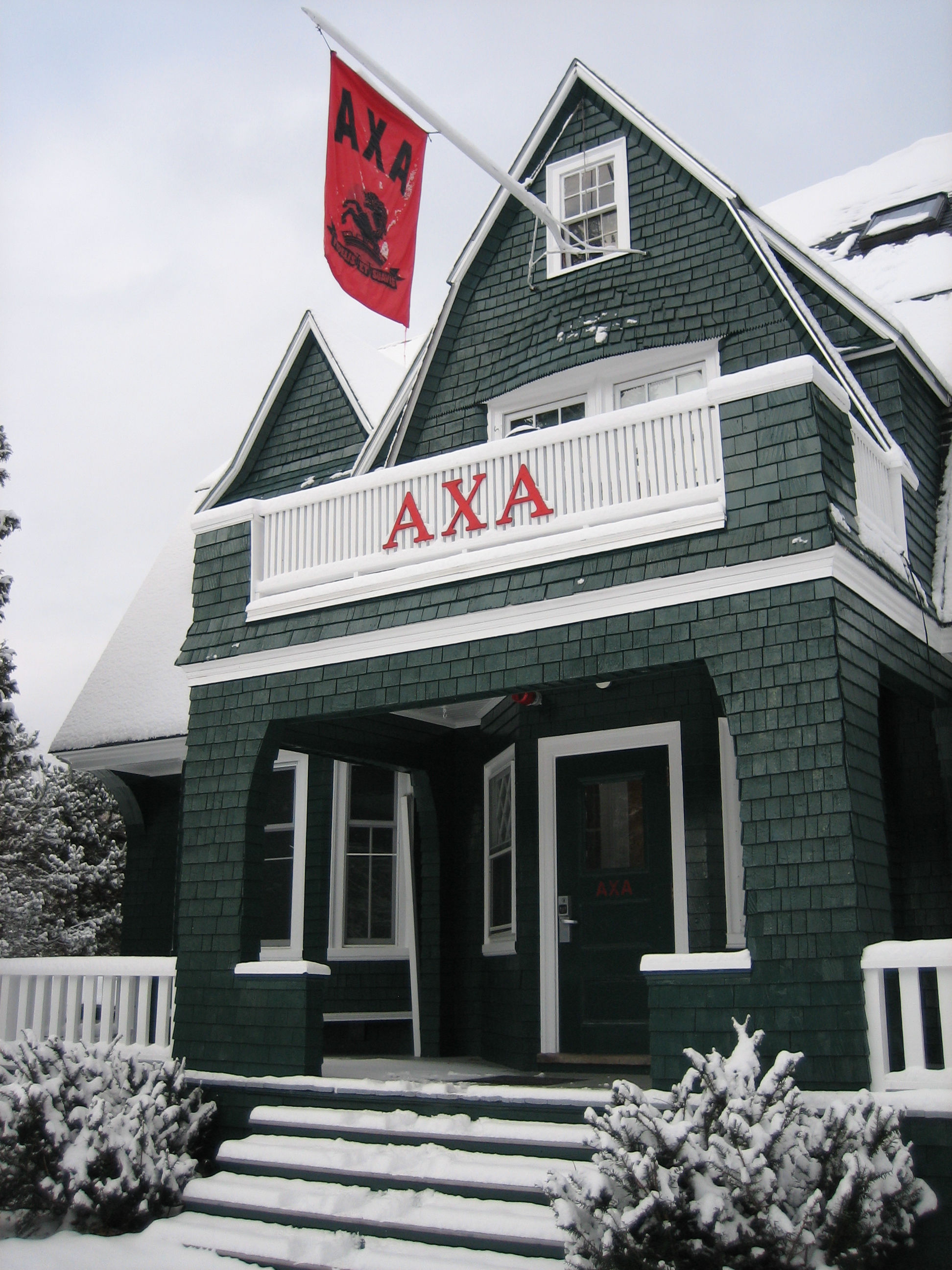
Verbindungshaus der Fraternity Alpha Chi Alpha am Dartmouth College

Die Fraternities und Sororities sind Typen studentischer Zusammenschlüsse angloamerikanischer Tradition. Ihre Verbreitung konzentriert sich auf Nordamerika. Die klassischen Bruderschaften bzw. Schwesternschaften sind nahezu immer nach Geschlechtern getrennt und bezeichnen ihre Verbindungen meist mit griechischen Buchstaben. Umgangssprachlich werden Fraternities als Frats bezeichnet, entsprechend ihre Mitglieder als Frat boys und das Verbindungshaus als Frat house.
Ihren geschichtlichen Ursprung haben die Fraternities und Sororities, ebenso wie die Studentenorden in Europa, in den Freimaurerlogen des 18. Jahrhunderts.

## Allgemeines

### Begriff

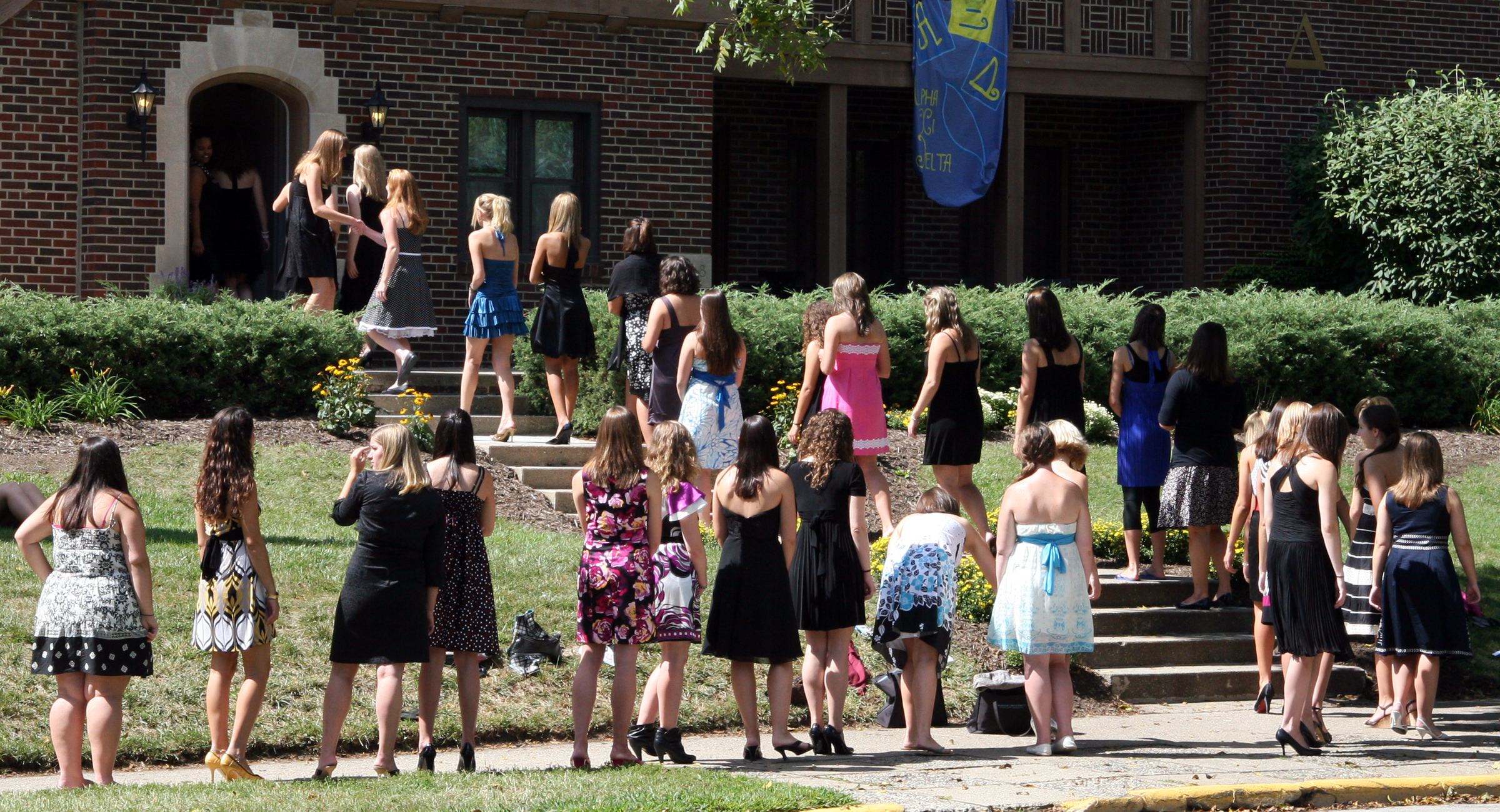
Studentinnen bewerben sich um die Mitgliedschaft in einer Sorority

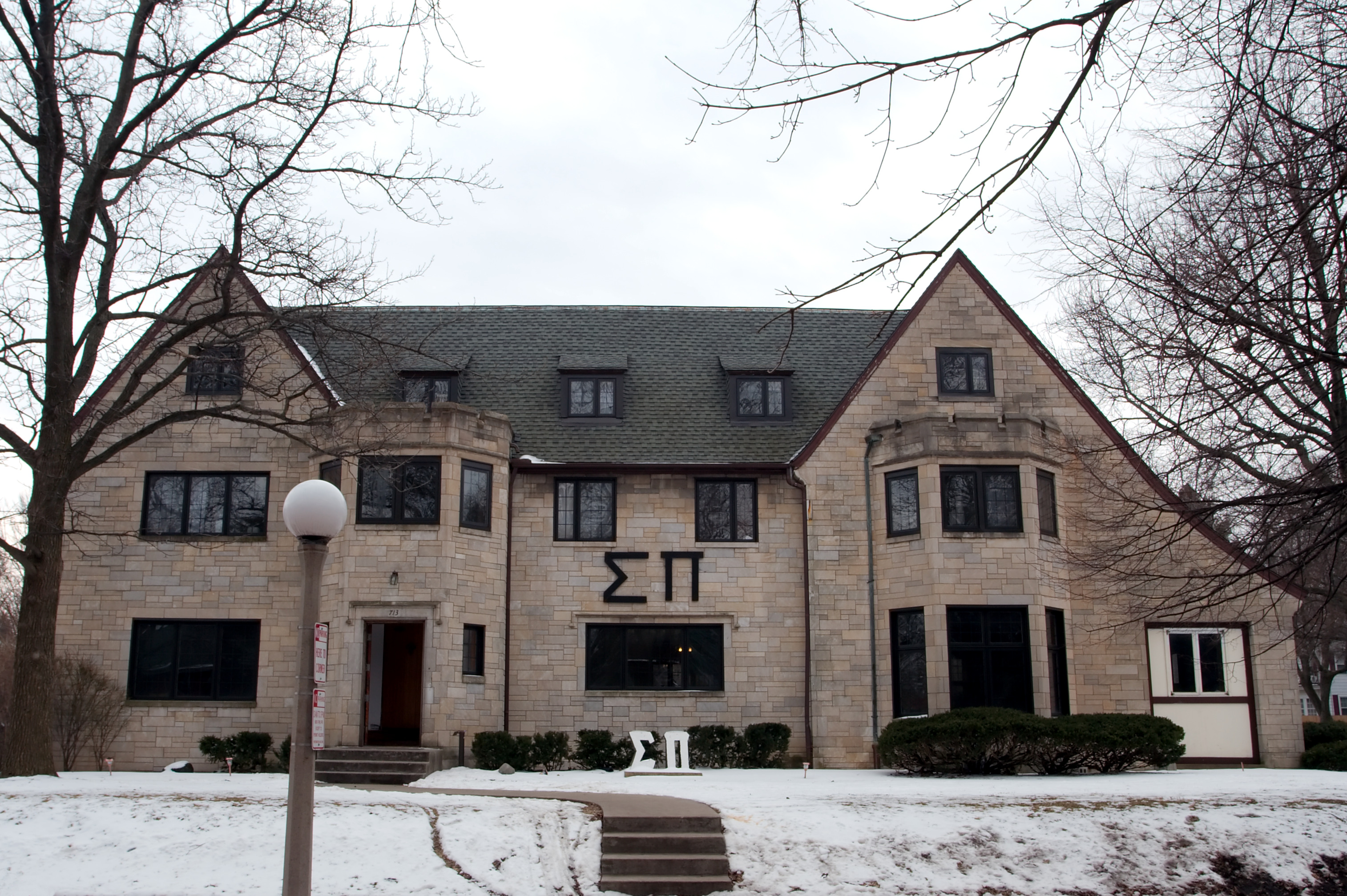
Haus einer Fraternity

Die fraternity (englisch für Bruderschaft, Plural fraternities) ist die angloamerikanische Form der Studentenverbindung, während sich Studentinnen in einer sorority (engl. für Schwesternschaft, Plural sororities) organisieren können. Als feststehende übergeordnete Bezeichnung werden diese beiden Bezeichnungen zusammen genannt (fraternities and sororities), die in deutscher Sprache auf das gemeinsame Wort Studentenverbindungen reduziert sind.
In erster Linie bezeichnet der Begriff Fraternity eine College Fraternity, also eine Bruderschaft von Studenten. Sie werden auch als General Fraternity (dt. allgemeine Studentenverbindung) und früher als Social Fraternity (dt. soziale Studentenverbindung) bezeichnet.
Daneben existieren aber auch weitere so bezeichnete Verbindungsformen wie etwa Honor Fraternities, auch Honor Societies genannt (Ehrenverbindungen oder Ehrengesellschaften), die eher Stubengesellschaften zur Unterstützung von Absolventen im weiteren Karriereweg sind. Beispiele dafür sind Phi Beta Kappa oder Mortar Board.
Besondere Bedeutung für das Universitätsleben haben auch die Professional Fraternities (dt. Berufsverbindungen), deren Aufnahme ohne Initiationsritus auskommt und deren Mitgliedsanforderungen meist nur an definierte Fachqualifikationen gebunden sind. Diese freien Berufsverbände unterhalten oft Verbindungshäuser an Universitäten mit entsprechenden Berufsbildungsgängen, jedoch werden nur selten Studenten vor dem Abschluss aufgenommen. Beispiele dafür sind Delta Chi-Law und Phi Delta Kappa-Education.
Auch gibt es noch sogenannte Recognition Societies (deutsch Anerkennungsgesellschaften), die philanthropische Organisationen sind, wie beispielsweise Alpha Phi Omega und Arnold Air Society.
Allerdings ist es üblich, dass Mitglieder von general fraternities auch Mitglied in allen anderen Arten von Fraternities werden können.

### Farben
Einige fraternities kennen das Farbentragen in Form eines Couleurbandes, welches aber nur bei den eigenen Veranstaltungen getragen werden darf. In praktisch allen fraternities und sororities gibt es den dem Fuchsen entsprechenden Status des pledge. In amerikanischen Verbindungen gibt es eine recht extreme Behandlung des pledge mit diversen mehr oder weniger demütigenden Ritualen. Das sogenannte hazing beschränkt sich aber meist auf eine einzige „hell week“ (Höllenwoche). Es gibt aber auch wesentliche Unterschiede zu europäischen Studentenverbindungen, insbesondere den deutschsprachigen: fraternities und sororities kennen keine Mensur und keinen, beziehungsweise nur einen rudimentär vorhandenen Comment.

### Beiträge
Die Mitgliedsbeiträge werden im Unterschied zu manchen europäischen Verbindungen von den studierenden Mitgliedern erbracht. Viele Verbindungen unterhalten Wohnhäuser für ihre Mitglieder, die sich, anders als die Korporationshäuser in Deutschland, meist direkt auf dem Campus befinden.

### Chapter
Eine einzelne Verbindung unterhält meist Vertretungen, sogenannte chapters an mehreren, teilweise sogar sehr vielen Hochschulorten. Die Namen der Verbindungen setzen sich gewöhnlich aus den Bezeichnungen dreier griechischer Buchstaben zusammen, zudem hat jedes chapter einen aus meist zwei griechischen Buchstaben zusammengesetzten Namen als Zusatz zum Verbindungsnamen. Diese Form des Verbindungswesens wird daher auch als Greek system bezeichnet.

### Verbreitung
Mitgliedschaften in fraternities oder sororities sind in den USA verbreiteter als in Deutschland. Sie gelten in der Regel nicht als „konservativ“, haben stattdessen jedoch den Ruf, viele und zum Teil exzessive Partys zu veranstalten, wofür sich der Begriff „Greek life“ eingebürgert hat. Der Ruf hängt zum Teil mit einer anderen Partykultur als an deutschen Hochschulen zusammen, die vor allem in den USA durch das höhere Mindestalter für legalen Alkoholkonsum mitgeprägt ist: Der Genuss von Alkohol (einschließlich Bier) ist erst mit 21 Jahren erlaubt, wohingegen US-amerikanische Bachelorstudenten ihre vierjährige Studienzeit normalerweise mit 18 bis 22 Jahren absolvieren. Dadurch ist Alkohol für die meisten Bachelorstudenten tabu; trinken sie ihn dennoch auf einer Party, wird die Veranstaltung illegal. Dazu kommt, dass amerikanische Studenten aufgrund der Gesetzeslage in der Regel mit keinen oder nur wenig Alkohol-Erfahrungen an die Universitäten kommen. Schon allein dadurch stehen fraternities und sororities als häufige Partyveranstalter in einem anderen Spannungsfeld als entsprechende deutsche Verbindungen, was sich wiederum auf das Publikum auswirkt, das sie anziehen.

### Politischer Einfluss
Nicht von der Hand zu weisen ist ein politischer Einfluss bestimmter Verbindungen, zumindest der Mitglieder (siehe insbesondere Skull and Bones). Eine nationale Ausrichtung ist die Norm, diese ist aber – wie auch sonst der amerikanische Nationalismus – fast immer stark freiheitlich und antitotalitär gefärbt. Die meisten amerikanischen Verbindungen sehen sich nicht als elitär, auch wenn einige es de facto sind.

## Geschichtliche Entwicklung

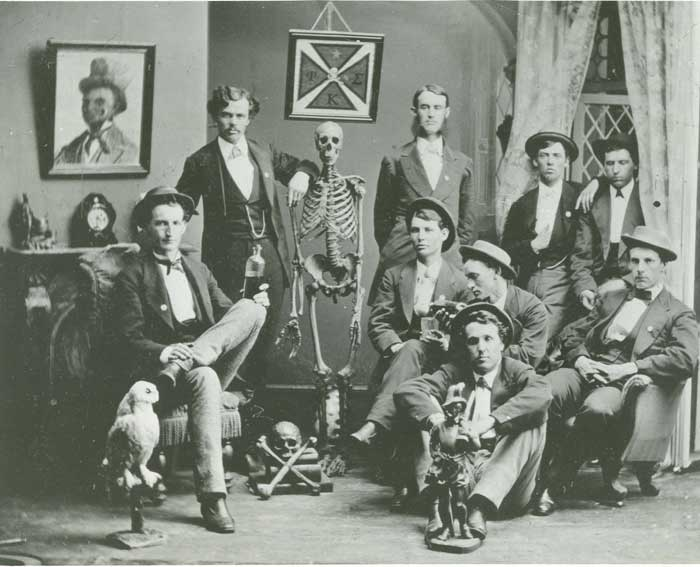
Mitglieder der Fraternity Phi Kappa Sigma (um 1872)

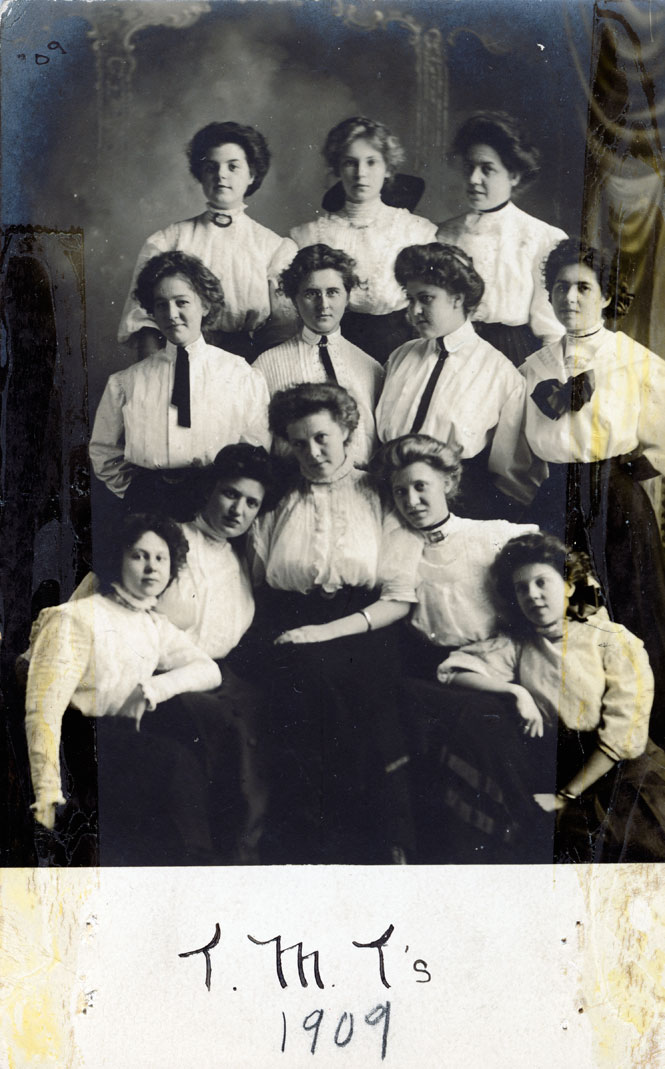
Mitglieder der Sorority Tau My Tau (1909)

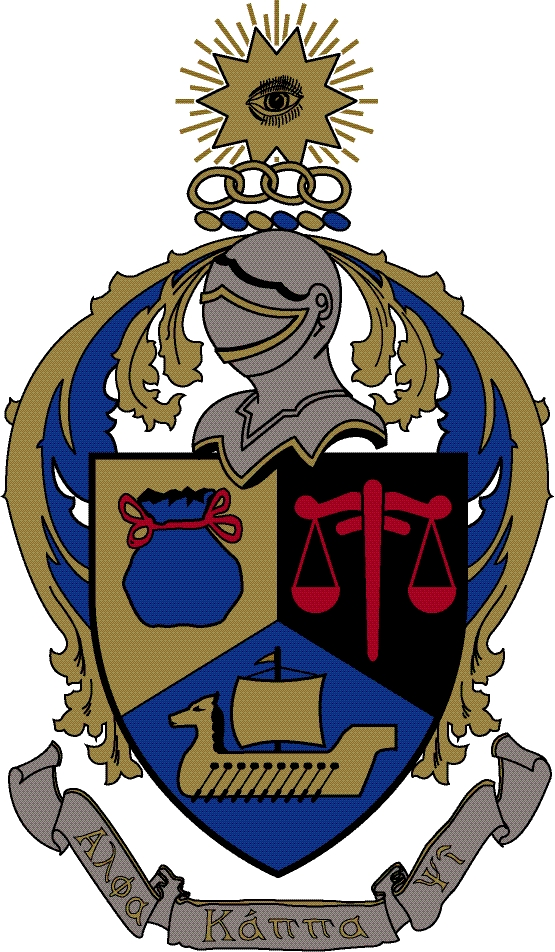
Wappen der Fraternity Alpha Kappa Psi

Es gibt heute eine sehr große Anzahl verschiedener Verbindungen, obwohl die Ausrichtung der meisten Verbindungen auch international ist, so gibt es oft einzelne Verbindungshäuser mit eigener Ausrichtung. Die meisten nationalen Verbindungen sind aus solch einzelnen Verbindungsorden entstanden, spätere Verbindungen haben sich oft aus älteren Verbindungen abgespalten.
Die Verbreitung der Verbindungen an den Universitäten führte zu Widerständen, um deren Einfluss zu begrenzen, und zu Anfang des 20. Jahrhunderts blieb den meisten Verbindungen kaum mehr als den Unterhalt der Verbindungshäuser zu organisieren. Nach dem Zweiten Weltkrieg erlebten die Verbindungen einen neuen Höhepunkt, wurden jedoch von den in den 1960er und 1970er Jahren existierenden Alternativkulturen wieder ins Abseits gedrängt. Seit den 1980er Jahren erholen sich die Verbindungen und erhalten neuen Zulauf.
| Jahr | Verbindung                       | Entwicklung                                                      |
| ---- | -------------------------------- | ---------------------------------------------------------------- |
| 1780 | Phi Beta Kappa                   | Geheimbund, noch nach Art der Freimaurerlogen aufgebaut.         |
| 1825 | Kappa Alpha                      | Studentenbund, Einführungszeremonie knüpft an Freimaurer an      |
| 1831 | Sigma Phi                        | Erste hochschulübergreifende Verbindung                          |
| 1831 | Alpha Delta Phi                  | Erste mit erweiterter Betreuung, „for the whole man“             |
| 1833 | Skull and Bones                  | Erste Verbindung mit jährlich neugebildetem Jahrgangsgeheimbund. |
| 1837 | Mystical Seven                   | Erste Verbindung mit Verbindungshaus auf dem Campus              |
| 1839 | Beta Theta Pi                    | Erste Verbindung mit Massenausrichtung                           |
| 1857 | Sigma Phi                        | Erste Verbindung mit eigenen Wohnheimen                          |
| 1870 | Kappa Alpha Theta                | Erste weibliche Verbindung                                       |
| 1898 | Zeta Beta Tau                    | Erste jüdische Verbindung                                        |
| 1899 | Delta Sigma Phi                  | Erste Verbindung, die gleichermaßen Christen und Juden zulässt.  |
| 1899 | Tau Kappa Epsilon                | Erste Verbindung, die 1928 die hell week abgeschafft hatte.      |
| 1904 | Alpha Kappa Psi                  | Erste Verbindung mit Fokus auf Professionalität und Wirtschaft.  |
| 1906 | Alpha Phi Alpha                  | Erste afroamerikanische Verbindung.                              |
| 1931 | Phi Iota Alpha                   | Erste latino Verbindung.                                         |
| 2013 | Alif Laam Meem – Alpha Lambda Mu | Erste muslimische Verbindung.                                    |

## Dachorganisationen
Die Dachorganisationen wurden vor allem zur besseren Außendarstellung gegründet, bieten jedoch auch weitere Dienste zur Heranbildung von Betreuern und zum Austausch verschiedener Verbindungen. Einzelverbindungen werden unabhängig von ihrem Namen auf einem Campus oft einer bestimmten Gruppe zugeordnet (etwa nach ethnischen Gesichtspunkten), die dann einer entsprechenden Dachorganisation angehören.
- Association of College Honor Societies – Dachorganisation von 65 Ordensverbindungen.
- Concilio Interfraternitario Puertorriqueño de la Florida (CIPFI) – Dachorganisation der fünf Verbindungen Floridas mit puerto-ricanischem Hintergrund
- Fraternity Leadership Association – Dachorganisation von Verbindungen, die aus der North-American Interfraternity Conference ausgetreten sind.
- National APIA Panhellenic Association (NAPA) – Dachorganisation von 10 Verbindungen mit hauptsächlich asiatischem Hintergrund
- National Association of Latino Fraternal Organizations (NALFO) – Dachorganisation von 23 Verbindungen mit lateinamerikanischem Hintergrund
- National Multicultural Greek Council (NMGC) – Dachorganisation von 13 Verbindungen mit definiert multikultureller Ausrichtung (bekannt als „Multicultural Councils“ oder „Unified Greek Councils“)
- National Pan-Hellenic Council (NPHC) – Dachorganisation von neun historischen afroamerikanischen Verbindungen (bekannt als „Pan-Hellenic Councils“)
- National Panhellenic Conference (NPC) – Dachorganisation mit 26 (weiblichen) Verbindungen (bekannt als „Panhellenic Councils“)
- North-American Interfraternity Conference (NIC) – Dachorganisation mit 68 (männlichen) Verbindungen (bekannt als „Interfraternity Councils“)
- Professional Fraternity Association (PFA) – Dachorganisation von 26 Verbindung für bestimmte Berufsgruppen
- United Council of Christian Fraternities & Sororities – Dachorganisation von Verbindungen mit christlicher Ausrichtung

Hinzu kommen Organisationen, die sich der Unterstützung bestimmter Funktionen verschrieben haben.
- Association of Fraternity Advisors – Organisation der Fraternity Advisors der Verbindungen auf dem Campus
- College Fraternity Editors Association – Organisation der Pressevertreter der Dachorganisationen
- Fraternity Executives Association – Organisation für Verwaltungsvertreter der Verbindungen

## Rezeption in den Medien (Auswahl)

### Filme
- Ich glaub’, mich tritt ein Pferd, US-Komödie, 1978
- Das sexte Semester, US-Komödie, 2002
- Old School – Wir lassen absolut nichts anbrennen, US-Komödie. 2003
- Sydney White – Campus Queen, US-Komödie, 2007
- American Pie präsentiert: Die College-Clique, US-Komödie, 2007
- House Bunny, US-Komödie, 2008
- Die Monster Uni, US-Animationsfilm, 2013
- Bad Neighbors, US-Komödie, 2014
- Burning Sands, US-Dokumentarfilm, 2017

### Serien
- Greek, US-Fernsehserie, 2007–2011
- Scream Queens, US-Horror-Comedy-Fernsehserie, 2015–2016

### Bücher
- Spicker Paul: Liberty, equality, fraternity. Policy Press, 2006, ISBN 1-84742-164-4 (englisch, 208 S.).

- Tamara L. Brown, Gregory S. Parks, Clarenda M. Phillips: African American Fraternities and Sororities: The Legacy and the Vision. University Press of Kentucky, 2012, ISBN 978-0-8131-3662-2 (englisch, 525 S.).

- Nathan Holic: American Fraternity Man. Beating Windward Press, 2013, ISBN 978-0-9838252-8-9 (englisch, 424 S.).
- Benjamin Nugent: Fraternity: Stories. Macmillan + ORM, 2020, ISBN 978-0-374-71642-4 (161 S.).

- Tristen A. Taylor: The Silent Fraternity: Code of Silence. Page Publishing Inc, 2022, ISBN 978-1-66245-162-1 (englisch, 350 S.).

## Bekannte Mitglieder
Die Fraternities und Sororities haben an ihren verschiedenen Chaptern bekannte Mitglieder hervorgebracht.
So beruft sich Alan A. DeSantis in 2007 auf die Daten des Center for the Study of College Fraternity: Danach stellen Fraternity-Mitglieder 85 % der Richter am Obersten Gerichtshof der USA seit 1910, 63 % aller Kabinettsmitglieder der US-Präsidenten seit 1900 und, historisch gesehen, 76 % der US-Senatoren, 85 % der Führungskräfte der Fortune 500 und 71 % der Männer im „Who's Who in America“.
Nicht mitgezählt sind dabei die 18 (Stand: 2014) ehemaligen US-Präsidenten seit 1877 (das sind 69 %) und die 120 CEOs der Forbes 500 (24 %) aus der Liste von 2003, darunter 10 – oder ein Drittel – der Top 30. Allein im 113. Kongress stammen 38 der hundert Senatsmitglieder aus Fraternities (und jetzt auch aus Sororities), ebenso wie ein ganzes Viertel der Mitglieder des Repräsentantenhauses.
Nach einer 2006 von dem Psychologen P.D. Harms durchgeführten Studie über die Führungsqualitäten von Fraternity-Mitgliedern weisen diese in der Tat ein höheres Maß an Persönlichkeitsmerkmalen auf, die mit einer erfolgreichen Führungsrolle im späteren Leben in Verbindung gebracht werden, wie etwa Kontaktfreudigkeit und Gewissenhaftigkeit, gepaart mit (falls die besagten Männer in der Organisation an formaler Macht aufsteigen wollen) einem treibenden Ehrgeiz.
Wenn jedoch die letzten zehn Präsidenten (Stand: 2014) betrachtet werden, so lässt sich feststellen, dass nur fünf von ihnen greek fraternity Mitglieder waren – noch immer ein hoher Prozentsatz – aber ganze 20 Prozentpunkte weniger als die 69 Prozent nach 1877. Auch von den letzten zehn Vizepräsidenten (Stand: 2014) waren nur fünf zu ihrer Zeit Mitglieder einer greek fraternity. Von den gegenwärtigen Gouverneuren der USA – die oft als Zubringer für die Präsidentschaft fungieren – sind nur neun Mitglieder von fraternity.
Die Sortierung erfolgt grundsätzlich alphabetisch.

### Politiker

#### Präsidenten
Die Sortierung erfolgt nach der Amtszeit als Präsident.
| Name                  | Lebensdaten | Kurzbeschreibung zur Person | Mitgliedschaft                                      | Universität                              | Initiation | Beschreibung zur Studienzeit | Belege                                                  |
| --------------------- | ----------- | --- | --------------------------------------------------- | ---------------------------------------- | ---------- | --- | ------------------------------------------------------- |
| Thomas Jefferson      | 1743–1826   | US-amerikanischer Politiker, 3. Präsident der Vereinigten Staaten, 2. US-amerikanischer Vizepräsident, einer der Gründerväter der Vereinigten Staaten                              | Flat Hat Club/F.H.C. Society                        | College of William and Mary              |            | Vorläufer der Fraternities | [ 6 ] [ 10 ] [ 11 ]                                     |
| James Madison         | 1751–1836   | US-amerikanischer Politiker, 4. Präsident der Vereinigten Staaten, einer der Gründerväter der Vereinigten Staaten                                                                  | Plain Dealing Club, American Whig Society           | Princeton University                     |            | Vorläufer der Fraternities | [ 6 ]                                                   |
| Rutherford B. Hayes   | 1822–1893   | US-amerikanischer Politiker, 19. Präsident der Vereinigten Staaten | Delta Kappa Epsilon                                 |                                          |            | Ehrenmitglied | [ 12 ] [ 11 ]                                           |
| James A. Garfield     | 1831–1881   | US-amerikanischer Politiker, 20. Präsident der Vereinigten Staaten; im Amt ermordet                                                                                                | Delta Upsilon                                       | Williams College                         |            | | [ 12 ] [ 11 ]                                           |
| Chester A. Arthur     | 1829–1886   | US-amerikanischer Politiker, 21. Präsident der Vereinigten Staaten, 20. US-amerikanischer Vizepräsident                                                                            | Psi Upsilon, Theta Chapter                          | Union College                            | 1848       | Ab 1845 studierte er am Union College. Als senior im Alter von 18 Jahren wurde er 1848 in die honor society Phi Beta Kappa gewählt und war Präsident der debate society. | [ 12 ] [ 11 ] [ 13 ]                                    |
| Grover Cleveland      | 1837–1908   | US-amerikanischer Politiker, 22. sowie 24. Präsident der Vereinigten Staaten | Sigma Chi                                           |                                          |            | Ehrenmitglied | [ 12 ] [ 11 ]                                           |
| Benjamin Harrison     | 1833–1901   | US-amerikanischer Politiker, 23. Präsident der Vereinigten Staaten | Phi Delta Theta, Alpha Chapter; Delta Chi           | Miami University, University of Michigan | 1851;      | Benjamin Harrison wurde 1851 vom Ohio Alpha Chapter von Phi Delta Theta aufgenommen. Vor seinem Studienabschluss war er Präsident seines Chapters und Sekretär des ersten Kongresses der Bruderschaft im Jahr 1852. Im Jahr 1855 erhielt er seinen Abschluss in Jura. Der frühere US-Präsident Benjamin Harrison wurde am 23. März 1897 vom Chapter der University of Michigan zum Ehrenmitglied von Delta Chi, einer juristischen Studentenverbindung, ernannt. Mitte der 1920er Jahre beschloss Delta Chi, den Bereich der Berufsverbindungen zu verlassen und sich in die Reihen der allgemeinen Verbindungen einzureihen. Von diesem Zeitpunkt an wäre es für ein Mitglied von Phi Delta Theta oder einer anderen allgemeinen Bruderschaft unangebracht gewesen, Delta Chi beizutreten. Diese Änderung erfolgte zwei Jahrzehnte nach dem Tod von Präsident Harrison.                                                                    | [ 12 ] [ 11 ] [ 15 ] [ 16 ] [ 17 ] [ 18 ] [ 19 ] [ 20 ] |
| William McKinley      | 1897–1901   | US-amerikanischer Politiker, 25. Präsident der Vereinigten Staaten; im Amt ermordet                                                                                                | Sigma Alpha Epsilon                                 | Mount Union College                      |            | | [ 12 ] [ 21 ] [ 11 ]                                    |
| Theodore Roosevelt    | 1858–1919   | US-amerikanischer Politiker, 26. Präsident der Vereinigten Staaten | Delta Kappa Epsilon, Alpha Chapter; Alpha Delta Phi | Harvard University                       |            | Er wurde in Harvard Mitglied der Fraternity Delta Kappa Epsilon, dem Hasty Pudding Club und der literarischen Gesellschaft, heutigen Fraternity, Alpha Delta Phi und des elitären Porcellian Club, eines männlichen Abschlussclubs oder sozialen Clubs für Studenten verschiedener Jahrgänge in Harvard. | [ 12 ] [ 6 ] [ 10 ] [ 11 ] [ 22 ] [ 23 ] [ 24 ]         |
| William Howard Taft   | 1857–1930   | US-amerikanischer Politiker und Jurist, 27. Präsident der Vereinigten Staaten und Oberster Richter des Obersten Gerichtshofs, Generalgouverneur der Philippinen und Kriegsminister | Psi Upsilon, Beta Chapter                           | Yale University                          | 1878       | Er war für das Wachstum von Psi Upsilon zu einer internationalen Organisation wichtig, denn es war vor allem seinem Drängen zu verdanken, dass Psi U im Jahr 1920 ein Chapter an der Universität von Toronto gründete. | [ 12 ] [ 11 ] [ 13 ]                                    |
| Woodrow Wilson        | 1856–1924   | US-amerikanischer Politiker, 28. Präsident der Vereinigten Staaten (1913–1921) | Phi Kappa Psi, Alpha Chapter                        | University of Virginia                   | 1879       | Er studierte ein Jahr lang Rechtswissenschaften an der University of Virginia in Charlottesville. Jedoch empfand er die Rechtswissenschaft als langweilig und schrieb in einem Brief an einen Freund: "The Law is indeed a hard taskmaster ... [I am] swallowing the vast mass of its technicalities with as good a grace and as straight a face as an offended palate will allow". Jedoch nutzte er seine Zeit dort, um seinem Interesse an öffentlichen Reden und Debatten nachzugehen. Er trat der Jefferson Debating Society sowie dem Glee Club, dem Chapel Choir und der Phi Kappa Psi Fraternity bei. So vertrat er noch im selben Jahr sein Chapter (dt. Abteilung) auf dem Jahreskongress der Fraternity in Washington und wurde bereits in 1880 zum general president seines Chapters gewählt. Während seiner Zeit in Virginia legte Wilson seinen Vornamen Thomas ab und nannte sich fortan mit seinem zweiten Vornamen Woodrow. | [ 12 ] [ 11 ] [ 27 ] [ 28 ] [ 29 ] [ 30 ] [ 31 ] [ 32 ] |
| Calvin Coolidge       | 1872–1933   | US-amerikanischer Politiker, 30. Präsident der Vereinigten Staaten | Phi Gamma Delta                                     | Amherst College                          |            | | [ 12 ] [ 11 ]                                           |
| Franklin D. Roosevelt | 1882–1945   | US-amerikanischer Politiker, 32. Präsident der Vereinigten Staaten | Alpha Delta Phi, Delta Kappa Epsilon                | Harvard University                       |            | Franklin Delano Roosevelt war auch Mitglied von Delta Kappa Epsilon an der Harvard University, auch bekannt als der „Dickey Club“. Die nationale Organisation erkannte das Chapter jedoch nicht wegen seines Standpunkts bezüglich Doppelmitgliedschaften an. | [ 12 ] [ 6 ] [ 11 ]                                     |
| Harry S. Truman       | 1884–1972   | US-amerikanischer Politiker, 33. Präsident der Vereinigten Staaten | Lambda Chi Alpha, Alpha Delta Gamma                 |                                          |            | Ehrenmitglied | [ 12 ] [ 11 ]                                           |
| Dwight D. Eisenhower  | 1890–1969   | US-amerikanischer General, Politiker und 34. Präsident der Vereinigten Staaten | Tau Epsilon Phi                                     |                                          |            | Ehrenmitglied | [ 12 ] [ 11 ]                                           |
| John F. Kennedy       | 1917–1963   | US-amerikanischer Politiker und Staatsmann, 35. Präsident der Vereinigten Staaten                                                                                                  | Phi Kappa Theta                                     |                                          |            | Ehrenmitglied | [ 12 ] [ 11 ]                                           |
| Gerald Ford           | 1913–2006   | US-amerikanischer Politiker, 38. Präsident der Vereinigten Staaten | Delta Kappa Epsilon                                 | University of Michigan                   |            | und ein Freimaurer des Schottischen Ritus aus Grand Rapids. | [ 12 ] [ 33 ] [ 34 ] [ 35 ] [ 36 ] [ 11 ]               |
| Ronald Reagan         | 1911–2004   | US-amerikanischer Schauspieler und Politiker, 40. Präsident der Vereinigten Staaten                                                                                                | Tau Kappa Epsilon                                   | Eureka College                           |            | Er war auch Präsident der Studentenschaft, Fußballspieler und Cheerleader für das Basketballteam. Während seiner Amtszeit als Präsident engagierte er sich weiterhin aktiv für Tau Kappa Epsilon. Während seiner Amtszeit rief er den Ronald Reagan Leadership Award ins Leben, eine Auszeichnung, die nun jährlich an herausragende Mitglieder von Tau Kappa Epsilon verliehen wird. | [ 12 ] [ 10 ] [ 11 ]                                    |
| George H. W. Bush     | 1924–2018   | US-amerikanischer Politiker, 41. Präsident der Vereinigten Staaten | Delta Kappa Epsilon                                 | Yale University                          |            | George H. W. Bush war Mitglied, Präsident von Delta Kappa Epsilon und Cheerleader in Yale. | [ 12 ] [ 11 ]                                           |
| Bill Clinton          | *1946       | US-amerikanischer Politiker, 42. Präsident der Vereinigten Staaten | Alpha Phi Omega, Phi Beta Sigma                     | Georgetown University, Yale University   |            | Während seines Studiums an der Georgetown University war Bill Clinton Mitglied von Alpha Phi Omega, einer damaligen rein männlichen greek fraternity, welche später zu einer gemischten national co-ed service group wurde, und Phi Beta Kappa, einer akademischen Honor Society. Im Jahr 2009 wurde er außerdem als Ehrenmitglied in Phi Beta Sigma in Yale aufgenommen. Damit war er der erste US-Präsident, der Mitglied einer historisch schwarzen greek fraternity wurde. | [ 12 ] [ 6 ] [ 10 ] [ 11 ]                              |
| George W. Bush        | *1946       | US-amerikanischer Politiker, 43. Präsident der Vereinigten Staaten | Delta Kappa Epsilon                                 | Yale University                          |            | George W. Bush, war Mitglied von Delta Kappa Epsilon an der Yale University und wurde in seinem letzten Studienjahr sogar, wie sein Vater, zum Präsidenten seiner Verbindung gewählt. Auch war er wie sein Vater Cheerleader in Yale. | [ 12 ] [ 10 ] [ 11 ]                                    |

Auch waren sechs ehemalige First Ladies Mitglieder von Sororities: Lucy Hayes (Kappa Kappa Gamma), Grace Coolidge (Pi Beta Phi), Lou Hoover (Kappa Kappa Gamma), Barbara Bush (Pi Beta Phi), Laura Bush (Kappa Alpha Theta) und Eleanor Roosevelt (Ehrenmitglied von Alpha Kappa Alpha).
| Name        | Lebensdaten | Kurzbeschreibung zur Person                    | Mitgliedschaft          | Universität           | Initiation | Beschreibung zur Studienzeit | Belege |
| ----------- | ----------- | ---------------------------------------------- | ----------------------- | --------------------- | ---------- | ---------------------------- | ------ |
| Paul Martin | *1938       | 21. Premierminister von Kanada, Finanzminister | Psi Upsilon, Nu Chapter | University of Toronto | 1961       |                              | [ 13 ] |

#### Vizepräsidenten und Gouverneure
| Name          | Lebensdaten | Kurzbeschreibung zur Person                                            | Mitgliedschaft                        | Universität          | Beschreibung zur Studienzeit | Belege        |
| ------------- | ----------- | ---------------------------------------------------------------------- | ------------------------------------- | -------------------- | --- | ------------- |
| Aaron Burr    | 1756–1836   | US-amerikanischer Politiker, 3. Vizepräsident der Vereinigten Staaten  | Well Meaning Club, Cliosophic Society | Princeton University | Vorläufer der Fraternities | [ 6 ]         |
| Kamala Harris | *1964       | US-amerikanische Anwältin und Politikerin, 49. Vizepräsidentin der USA | Alpha Kappa Alpha                     | Howard University    | Vizepräsidentin Harris ist die erste weibliche Vizepräsidentin, welche gleichzeitig auch einer Sorority angehört. Auch ist sie die erste afroamerikanische und asiatisch-amerikanische Person in dieser Position. | [ 37 ] [ 38 ] |

#### Minister
| Name             | Lebensdaten | Kurzbeschreibung zur Person | Mitgliedschaft    | Universität          | Beschreibung zur Studienzeit                                                                              | Belege |
| ---------------- | ----------- | --- | ----------------- | -------------------- | --- | ------ |
| Loretta Lynch    | *1959       | US-amerikanische Regierungsbeamtin und Politikerin, 83. Generalstaatsanwältin der Vereinigten Staaten, Staatsanwältin für den östlichen Bezirk von New York | Delta Sigma Theta | Harvard Law School   | Sie war die erste schwarze Frau, die das Amt der Generalstaatsanwältin der Vereinigten Staaten innehatte. | [ 37 ] |
| Condoleezza Rice | *1954       | US-amerikanische Politikerin, Außenministerin der Vereinigten Staaten, 20. Nationale Sicherheitsberaterin                                                   | Alpha Chi Omega   | University of Denver | In ihren beiden Ämtern war sie die erste Afroamerikanerin.                                                | [ 37 ] |

### Juristen
| Name                | Lebensdaten | Kurzbeschreibung zur Person                                                | Mitgliedschaft    | Universität        | Beschreibung zur Studienzeit | Belege |
| ------------------- | ----------- | -------------------------------------------------------------------------- | ----------------- | ------------------ | --- | ------ |
| Ruth Bader Ginsburg | 1933–2020   | US-amerikanische Richterin im Obersten Gerichtshof der Vereinigten Staaten | Alpha Epsilon Phi | Cornell University | Sie galt als eine der einflussreichsten Frauen der Welt. Ginsburg machte ihren Abschluss an der Cornell University und war Mitglied von Alpha Epsilon Phi. Sie verbrachte die meiste Zeit ihrer Amtszeit damit, sich für die Gleichstellung der Geschlechter und die Rechte der Frauen einzusetzen. | [ 37 ] |